# Список самітів Росії та США
Саміти Росії та США проводяться з 1991 року по сьогодні. Теми, обговорені на самітах між президентом США та президентом Росії .

## Список самітів
| Дата                | Місце      | Країна     | Президент США | Президент Росії | Основна стаття                        |
| ------------------- | ---------- | ---------- | ------------- | --------------- | ------------------------------------- |
| 3 квітня 1993 року  | Ванкувер   | Канада     | Білл Клінтон  | Борис Єльцин    |                                       |
| 21 березня 1997 р   | Гельсінкі  | Фінляндія  | Білл Клінтон  | Борис Єльцин    |                                       |
| 16 червня 2001 р    | Любляна    | Словенія   | Джордж Буш    | Володимир Путін |                                       |
| 24 лютого 2005 р    | Братислава | Словаччина | Джордж Буш    | Володимир Путін |                                       |
| 8 квітня 2010 р     | Прага      | Чехія      | Барак Обама   | Дмитро Медведєв |                                       |
| 16 липня 2018 р.    | Гельсінкі  | Фінляндія  | Дональд Трамп | Володимир Путін | Докладніше : Саміт Росія — США (2018) |
| 16 червня 2021 року | Женева     | Швейцарія  | Джо Байден    | Володимир Путін | Докладніше : Саміт Росія — США (2021) |